# Улица Генерала Рычагова
У́лица Генера́ла Рычаго́ва — улица в Северном административном округе города Москвы на территории района Коптево. Улица проходит от Михалковской улицы до 4-го Новомихалковского проезда.

## История
Улица названа 29 апреля 1975 года в честь П. В. Рычагова (1911—1941) — генерал-лейтенанта авиации, Героя Советского Союза, который родился и жил в этой местности. Старое название — 2-й Лихоборский проезд — по находившемуся в этой местности поселку Лихоборы (см. «Лихоборы» Малого кольца Московской железной дороги). Проходит от Михалковской улицы до 4-го Новомихалковского проезда.

## Здания и сооружения
Всего: 28 домов.
- 4
- 3к1
- 3к2
- 6
- 7
- 9
- 9с1
- 10/20
- 11
- 12
- 13
- 14
- 14с3
- 15
- 15с1
- 16
- 17
- 18
- 19
- 20
- 20а
- 21
- 22
- 22а
- 23/11
- 24
- 26
- 28/9

## Транспорт

### Наземный транспорт
- Трамвайная остановка «Кинотеатр „Байкал“»: трамвай № 27, 29.

- Остановка «Кадетский корпус полиции»: автобус № 87, 123, 323.

### Ближайшие станции метро
- Войковская
- Петровско-Разумовская